# Maximilian Henrick Bavarski
Maximilian Henry von Wittelsbach, nemški plemič in nadškof, * 8. oktober 1621, München, † 3. junij 1688, Bonn.
Leta 1650 je postal kölnski nadškof, hildesheimski škof|hildesheimski in lieški škof.